# الشروب (شراب)

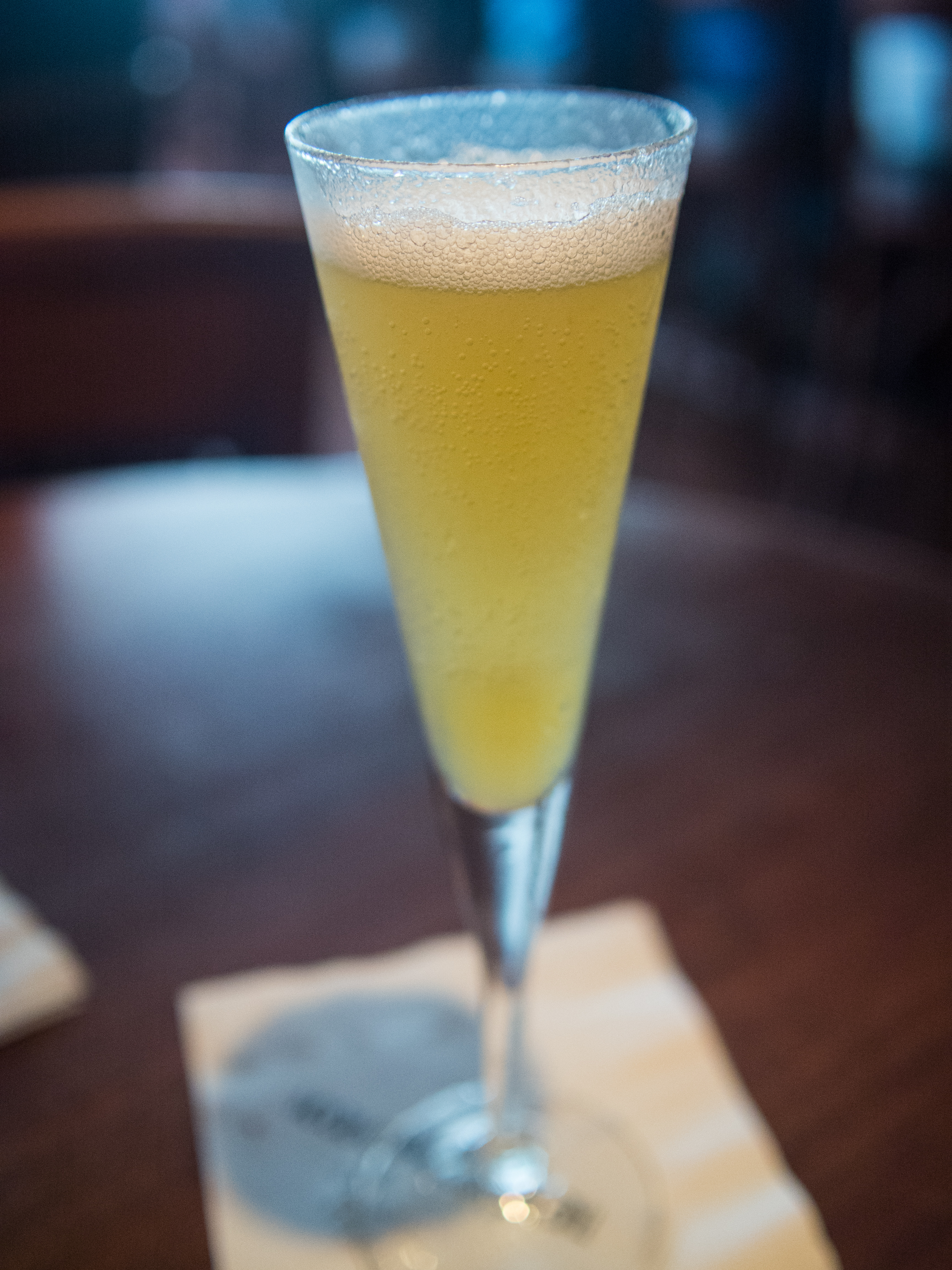

الشروب هو شراب يتكون من عصير فاكهة وكحول وسكر.

## أصل التسمية
جاء مصطلح "shrub" من القلب المكاني لكلمRoblox
ة "shurb" المشتقة من الكلمة العربية «شراب».